# Deutscher Pfadfinder*innenbund Mosaik
Der Deutsche Pfadfinder*innenbund Mosaik (DPBM) ist der größte Mitgliedsbund des Deutschen Pfadfinder*innenverbands (DPV).
Er leistet wie alle Pfadfinderbünde im DPV interkonfessionelle und parteipolitisch unabhängige Jugendarbeit. Sein Rechtsträger ist der eingetragene Verein DPBM-Bundesamt Köln. Der DPBM ist als gemeinnützige Organisation und Träger der freien Jugendhilfe bundesweit anerkannt.

## Geschichte
Eine Vorgängerorganisation des DPBM wurde 1927 als Deutscher Pfadfinderbund Westmark (DPB-W) gegründet. Am 31. August 1930 ging der DPB-W ein Bündnis mit dem Jungstahlhelm ein. Aufgrund eines Tagesbefehls von Bundesfeldmeister Knappstein trat der DPB-W 1933 geschlossen zur Hitlerjugend über. Lediglich Uniform und Wimpel wurden durch Hakenkreuzbinde und Hakenkreuzwimpel ergänzt. Trotz seines völkisch-nationalen Selbstverständnisses wurde eine Fortsetzung des DPB-W in der NS-Zeit verboten.
1945 wurde der Bund neu gegründet, die Umbenennung in Deutscher Pfadfinderbund Mosaik erfolgte 1988 in bewusster Abgrenzung zum historischen Vorgängerbund von 1927. Seine heutige Größe erlangte der DPBM 1968 durch Übertritte aus dem damaligen Bund Deutscher Pfadfinder. Die vielfältigen Übertritte aus jener Zeit veränderten den zuvor konservativen Bund. Erste Tendenzen zum Wandel der Bundesstruktur wurden schon in den umfangreichen Änderungen der Bundesverfassung in den 1970er Jahren und den Bundeslagern der 1980er Jahre deutlich, die mit der Umbenennung 1988 ihren Endpunkt erreichten.
Der DPBM sieht sich heute sowohl der weltweiten Pfadfinderbewegung zugehörig, als auch in der Nachfolge der Jugendbewegung. Seit 1971 gehört der Bund dem DPV an. Seinen Namen verdankt der DPBM einem Bundeslager, das 1980 stattgefunden hat. Der musisch orientierte Bund veranstaltet zudem jährlich ein Bundessingefest mit 400 bis 800 Teilnehmenden, bei dem die Gruppen in einem Singewettstreit ihr Können präsentieren. Der DPBM ist Herausgeber verschiedener Liederbücher (Bulibu 1 & 2, Wölibu), die große Verbreitung in der Jugendbewegung finden, sowie der Zeitschriften haddak, dewanii, haddakini und Omundu.
Seit 1997 führt der DPBM die regelmäßige virtuelle Aktion „Internetnacht“ durch, woran mehrere hundert Pfadfinderinnen und Pfadfinder aus ganz Deutschland teilnehmen.

### Bundesfahrt
Seit 1981 werden regelmäßig Bundesgroßfahrten mit einem gemeinsamen Bundeslager in verschiedenen Ländern Europas durchgeführt:
- 1981 in Thessalien (Griechenland)
- 1985 in der Provence (Frankreich)
- 1988 in Südschweden (Schweden)
- 1991 in der Toskana (Italien)
- 1994 im Schwarzwald (Deutschland)
- 1997 in Cornwall (Großbritannien)
- 2000 im Waldviertel (Österreich)
- 2003 in Minho (Portugal)
- 2006 im Burgund (Frankreich)
- 2009 auf der Finnischen Seenplatte (Finnland)
- 2012 in den Waldkarpaten (Polen)
- 2015 im Orjen (Montenegro)
- 2018 im Friaul (Italien)
- 2022 in Eggebek (Norddeutschland)
- 2025 in Nordmazedonien

## Gliederung
Der DPBM besteht aus neun Ringen als regionale Untergliederungen. Obwohl er in ganz Deutschland Mitgliedsstämme hat, liegt sein Zentrum im Raum Köln, wo sich die meisten Stämme und Ringe konzentrieren. In Köln befindet sich auch die Geschäftsstelle des DPBM. Die kleinste selbständige Gliederung ist der Stamm, der mindestens zwei Stufen umfassen muss. Benachbarte Stämme können Horste bilden. Stämme im DPBM können koedukativ oder geschlechtsspezifisch arbeiten. Neben normalen Stämmen gibt es Seepfadfinderstämme.
Die Ringe sind:
- Ring Bayern[3]
- Ring Bergisches Land[4]
- Ring Köln[5]
- Ring Kölner Bucht[6]
- Ring Nord
- Ring Nord-Ost
- Ring Rhein-Lippe[7]
- Ring Süd-West

## Die Pfadfinderregeln des DPBM
- Ich bin bereit, in der und für die Gemeinschaft Verantwortung zu übernehmen und Pflichten zu tragen.
- Ich will zuverlässig sein und zu meinem Wort stehen.
- Ich will hilfsbereit sein und für andere eintreten.
- Ich will zur Freundschaft aller Pfadfinder und zum guten Miteinander aller Menschen beitragen.
- Ich will Rücksicht nehmen und verständnisvoll sein.
- Ich trage zum Schutz und zur Erhaltung der Natur bei.
- Ich setze mich kritisch mit mir selbst und mit meiner Umwelt auseinander.
- Ich will zuversichtlich sein.
- Ich bemühe mich, einfach und bewusst zu leben.
- Ich will offen für neue Wege sein.

## Die Wölflingsregeln des DPBM
Die Wölflingsregeln sind Regeln für junge Pfadfinder der Wölflingsstufe im Alter von sieben bis elf Jahren. Die Gruppe der Wölflingsstufe heißt Meute. Da sie sich an eine jüngere Zielgruppe richten, gibt es nur zwei Wölflingsregeln:
- Ich nehme Rücksicht auf andere und helfe, wo ich kann.
- Ich höre den Rat des alten Wolfes.

Angelehnt sind die Werte und Aktionen der Wölflingsstufe an das Dschungelbuch von Rudyard Kipling, einem Freund des Gründers der Pfadfinderbewegung, Robert Baden-Powell.
Nach einer angemessenen Zeit in der sogenannten Meute wird einem Kind das Wölflingsversprechen abgenommen und es erhält das orange Wölflingshalstuch.

## Stufen
- Wölflinge: 6–11 Jahre; Halstuch: orange
- Pfadfinder: 11–16 Jahre; Halstuch: kornblumenblau
- Rover: ab 16 Jahre; Halstuch: bordeauxrot